# Нікола Ґрозданов
Нікола Ґрозданов (болг. Никола Иванов Грозданов; 3 липня 1894, Стара Загора — 24 жовтня 1976, Стара Загора) — болгарський офіцер, генерал-майор. Начальник штабу 4-ї болгарської армії, а також командир 7-ї, 24-ї, 25-ї та 8-ї дивізій. Військовий аташе в Бухаресті. Начальник Фронту-Прикриття під час Другої світової війни.
Жертва комуністичного терору.

## Біографія
Народився 3 липня 1894 в місті Стара Загора в сім'ї купця.
1912 закінчив початкову школу ім. Івана Вазова в рідному місті. 1915 — Військову школу в Софії, а 1930 — Військову академію. Його військова кар'єра почалася в 1915 в 8-му артилерійському полку. У жовтні 1928 призначений командиром першої кінної батареї, а з 1932 служив в штабі армії.
Наступного року став лектором зі стратегії та тактики у Військовій школі. З червня 1935 викладав ті ж предмети у Військовій академії.
З червня 1936 по червень 1938 був військовим аташе в Бухаресті.
1938 призначений начальником штабу 4-ї болгарської армії.
У 1940 став командиром 12-го Балканського піхотного полку. 1 березня 1943 прийняв командування 24-ю піхотною дивізією, а 26 серпня того ж року був командиром 7-ї піхотної дивізії. У грудні був звільнений із займаної посади і призначений командиром 25-ї піхотної дивізії, а 10 червня 1944 був командиром 8-ї піхотної дивізії.
28 листопада 1944 пішов у запас.
В 1945 р. засуджений так званим Народним судом у місті Стара Загора до 15 років позбавлення волі, з яких півтора року провів у тюрмі свого рідного міста і сім років у концтаборах Росиці (1946—1947), Куціян (1947—1948), Николаєво (1948—1949) і Белене (1949—1951).
1954 працював на залізничній лінії Стара Загора — Тулово. Отримував невелику соціальну пенсію і працював продавцем лотерейних квитків в універмазі в Стара Загора.